# Egipčanska knjiga mrtvih
Egipčanska knjiga mrtvih (Pert em hru - Prebujanje v svetlobo, Vstajanje v dan, Vstopanje v resnično življenje) je ena izmed najstrejših zbirk z verskimi in čarnimi besedili na svetu, ki je najverjetneje nastala v 3. tisočletju pr. n. št. Papirusovi zvitki so bili namenjeni kot pomoč pokojnemu, da bi lažje prišel v onostranstvo. Tekst je vseboval predstavitev Ozirisovega sodišča in odgovore na vprašanja 42-tih božanstev v sodnem zboru. Da bi ocenili iskrenost odgovorov pri spovedi, so pod nadzorom Anubisa stehtali srce umrlega s pomočjo nojevega peresa, simbola boginje resnice Maat. Ko je Anubis stehtal srce, je odločil, kakšno naj bo pokojnikovo posmrtno življenje. 
V uporabi je bila skozi vso staroegipčansko zgodovino. Sporočilo knjige je ostajalo enako, spreminjala pa se je oblika njenega zapisa:
- Kratka besedila predstavljajo hieroglifi na stenah sarkofagov in piramid, včasih z opažnim okrasjem, iz obdobja Stare države (okoli leta 2600 – 2100 pr. n. št.).
- V obdobju Srednje in Nove države (okoli leta 2000 – 1055 pr. n. št.) so bili sarkofagi prekriti z magičnimi verskimi napisi in podobami božanskih zaščitnikov.
- V tretjo stopnjo uvrščajo zvitke papirusa, najdene ob mumijah iz obdobja Nove države (okoli leta 1500 – 1000 pr. n . št.)

Egipčanska nagrobna umetnost ni niti otožna niti žalostna.

## Sklic
1. ↑  Taylor, J.H. (ur.) (2010). Ancient Egyptian Book of the Dead: Journey through the afterlife. London: British Museum Press, str. 208-12. ISBN 978-0-7141-1993-9

## Vir
- Annoscia, Enrico;  in sod. (2010). Umetnost : svetovna zgodovina. Ljubljana: Mladinska knjiga. COBISS 249359104. ISBN 978-86-11-15622-4.